# Збарський Борис Ілліч
Бори́с Іллі́ч Зба́рський (Берл Елійович Збарський; 15 (26) липня 1885, Кам'янець-Подільський — 7 жовтня 1954, Москва) — російський радянський біохімік єврейського походження. Дійсний член Академії медичних наук СРСР (від 1944 року). Герой Соціалістичної Праці (1945).

## Біографія
Народився в єврейській сім'ї середнього достатку. Батько, Елій Давидович, служив у київського цукрозаводчика Бродського.
Хлопчика непогано підготували вдома, а коли йому виповнилося вісім років, віддали на навчання до міського училища. Провчившись там два роки, Борис восени 1895 року перевівся до Кам'янець-Подільської класичної гімназії.
1901 року мати повезла сина за кордон: у Відні професор Ейзельберг, а в Берні професор Еміль Теодор Кохер, який невдовзі, 1909 року, став лауреатом Нобелівської премії з медицини, оглянули хлопця з приводу «водянки» в паху, яку вважали ознаками туберкульозу. Після операції, зробленої Кохером, Борис із матір'ю повернувся до рідного міста.
1906 року Збарський склав іспит на атестат зрілості в Кам'янець-Подільській гімназії . Але здобути вищу освіту на теренах Російської імперії євреям було непросто: їх до університетів приймали, але не більше від установленого відсотка. Тому Борис поїхав до Женеви, де вступив на природничий факультет університету. 1908 року він одружився зі студенткою Фанні Зільбергман — уродженкою Кам'янця-Подільського.

Пропуск, виданий професору Борису Збарському на право цілодобово відвідувати мавзолей Леніна

Брав участь у бальзамуванні тіл Володимира Ілліча Леніна (1924), Георгія Димитрова (1949). Був беззмінним директором лабораторії при мавзолеї Леніна.

### Ув'язнення та смерть
1950 року був заарештований та звинувачений в тому, що написана ним брошура «Мавзолей Леніна», яку три роки поспіль (у 1944—1946 роках) видавав Політвидав, є політично шкідливою. Збарський хоч і прославляв у ній, як це тоді належало робити, Сталіна та «мудру політику партії», але, згідно з висновком експертів, не відобразив ролі Сталіна в дні Жовтневої революції. Збарського звинуватили ще в тому, що велич завдання бальзамування тіла Леніна він применшив описанням способів бальзамування в стародавньому Єгипті та повідомленням про розтин тіла Леніна. А згадування про те, що мозок Леніна був перевантажений роботою та перевтомлений, визнали наклепом на партію та на Сталіна, які начебто недостатньо піклувалися про вождя.
Крім того, Збарського звинуватили в «підривній роботі проти радянської влади та антирадянській агітації». Його звинуватили, зокрема, і в тому, що в розмові з другом і з дружиною він говорив, що Всеволод Вишневський у п'єсі «Незабутній 1919-й» перебільшив роль Сталіна.
Одним із пунктів звинувачення було те, що на прохання колективу Єврейського театру Збарський відновив понівечене обличчя «американського шпигуна» Соломонf Міхоелса — актора, режисера та директора Єврейського театру (тіло Міхоелса доставили в Москву з Мінська, де його збила вантажівка). А найважчим стало звинувачення в шпигунстві на користь Німеччини.
Збарський перебував у в'язниці майже два роки. Його випустили 30 грудня 1953 року. Невдовзі Збарського реабілітували та відновили в партії. Він не повернувся на роботу в мавзолей, а працював професором на кафедрі біохімії 1-го Московського медичного інституту.
Сили Збарського було підірвано. Йому потрібні були лікування та тривалий відпочинок. 7 жовтня 1954 року прямо на лекції помер від серцевого нападу. Похований в Москві на Новодівичому цвинтарі (дільниця 4, ряд 15, могила 3).

### Сім'я
Перша дружина Фанні Миколаївна Зільбергман (1884 — 1971). Син від першого шлюбу Ілля Борисович Збарський також став біохіміком.
Друга дружина Євгенія Борисівна Перельман (1900 — 1985). Діти — Фелікс-Лев, який став художником, і Віктор.

## Увічнення пам'яті
17 лютого 1967 року в Кам'янці-Подільському Больничний провулок перейменовано на вулицю Збарського.